# Датиашвили, Рамаз Отарович
Рама́з Ота́рович Датиашви́ли (род. 1950 год) — микрохирург, доктор медицинских наук, профессор хирургии отделения пластической хирургии в университете Ратгерс (Rutgers), США.

## Биография
Рамаз Отарович Датиашвили — ученик великого хирурга, академика Бориса Петровского. Работал хирургом в 51-й городской больнице Москвы.
- 18 июня 1983 года[2] — Рамаз Отарович произвёл первую в истории медицины СССР операцию по реплантации (пришиванию) конечностей.
  - Рамаз Отарович проводил операцию в Филатовской больнице, в составе команды врачей: профессор Виктор Крылов, анестезиолог Юрий Назаров, кардиохирург Яков Бранд, операционная сестра Елена Антонюк.
  - Назаров провёл анестезию Расе, а Датиашвили приступил к непосредственному сшиванию конечностей.  На 5-й час работу продолжили Назаров и Датиашвили. Рамаз не останавливался ни на секунду; после 9 часов непрерывной работы им было зафиксировано, что началось кровобращение в пришитых ступнях: операция завершалась успешно.
- 1991 год — доктор медицинских наук.
- 1992 год — переехал в США.
- 1997 год — завершил прохождение клинической ординатуры по общей хирургии, чтобы получить лицензию на осуществление врачебной деятельности в США.
- апрель 2005 года — операция 12-летнего Коннора Эпископо из города Саммит, штат Нью-Джерси: группа врачей во главе с Датиашвили заново соединила:
  - 18 сухожилий,
  - 4 крупных кровеносных сосуда,
  - три нерва,
  - собрали две кости…
  - Сразу после операции мальчик мог двигать пальцами. После длительного периода восстановления, рука обрела практически полную функциональность. Сейчас, через 10 лет, Коннор управляет грузовиком, ловит рыбу, поднимает чашку, держит книгу — словом, живёт так, будто ничего не случалось.

## Публикации
- 54.5 // Д20 // Датиашвили, Рамаз Отарович // Реплантация конечностей / Р. О. Датиашвили. - Москва : Медицина, 1991. - 236, [4 с. - (Передовой опыт). - ISBN 5-225-01982-X : Б. ц. // Рез.: англ. - Библиография: с. 224-237. //ББК 54.5]